# François-Olivier Rousseau
Pour les articles homonymes, voir Rousseau.
François-Olivier Rousseau, né le 20 septembre 1947 à Boulogne, est un journaliste et écrivain français.

## Biographie
Jeune critique littéraire au Matin de Paris à la fin des années 1970, il devient romancier, rencontre un certain succès et se voit décerner plusieurs prix littéraires, dont le Prix Médicis. Ce qui lui donne envie de quitter Paris pour l'air vif de l'Île de Man où il s'installe dans la capitale, Douglas, bourgade d'à peine plus de 20 000 habitants. Il ne se consacre plus qu'à l'écriture entre deux voyages, pour l'alimenter.
Français détestant la France, spécialiste de la période qui va de Napoléon III à la Première Guerre mondiale (qu'il juge être « un accident qui m'est incompréhensible, j'essaie de comprendre ce qui a pu susciter cette manifestation de l'instinct de mort de l'Occident et je me plais à rêver ce qu'aurait été ce siècle sans la guerre »), il aime notamment dépeindre avec maints détails la vie d'artistes traversant cette époque.
Il a publié au Seuil une novélisation du film  qu'il a coscénarisé, Les Enfants du siècle, consacré aux amours de George Sand et Alfred de Musset.
En 2018, il reçoit le grand prix de littérature Henri-Gal pour l'ensemble de son œuvre
Il réside actuellement sur l'Île de Man. 

## Œuvres
- Le Regard du voyageur, Éditions Stock 1977
- L'Enfant d'Édouard, Mercure de France (prix Médicis 1981)
- Sébastien Doré, Mercure de France 1985 (Prix Roland de Jouvenel de l’Académie française et prix Marcel Proust 1986)
- La Gare de Wannsee (Grasset 1988, Grand prix du roman de l'Académie française 1988)
- Andrée Putman, Éditions du Regard 1991
- Le Jour de l'éclipse, Grasset 1991
- L'Heure de gloire, Grasset 1995
- Les Enfants du siècle, Le Seuil 1999
- Le Passeur, Stock 2001
- Le Plaisir de la déception, Stock 2003
- Grand Hôtel du Pacifique, Éditions du Rocher, 2003
- Princesse Marie, Le Seuil 2004
- Le Faux Pli, Gallimard 2006
- Projection privée, Pierre-Guillaume de Roux, 2013
- Devenir Christian Dior, 2016

## Études
- Frédéric Vitoux: Le cartographe de Berlin. (sur La Gare de Wannsee), Le Nouvel Observateur, 1245, 16 - 22 septembre 1988, p. 53
  - Version allemande (extrait): Verena von der Heyden-Rynsch, ed.: Vive la littérature! Französische Literatur der Gegenwart. Hanser, Munich 1989, pp. 166-167

## Filmographie
Comme scénariste :
- Les Enfants du siècle (1999) de Diane Kurys
- Absolument fabuleux (2001) de Gabriel Aghion
- Adela (2001) d'Eduardo Mignogna, d'après le roman Le Coup de lune de Georges Simenon
- Nathalie... (2003) de Anne Fontaine
- Princesse Marie (2004) de Benoît Jacquot
- Nuit noire, 17 octobre 1961 (2005) d'Alain Tasma
- Marie-Octobre (2008) de Josée Dayan, adaptation du roman homonyme (1948) de Jacques Robert et du film homonyme (1959) de Julien Duvivier
- La Princesse de Montpensier (2010) de Bertrand Tavernier
- Je suis né à 17 ans (2023) de Julien Seri, adaptation du récit autobiographique de Thierry Beccaro